# Obermehler
Obermehler är en ortsteil i staden Nottertal-Heilinger Höhen i Unstrut-Hainich-Kreis i förbundslandet Thüringen i Tyskland. Obermehler var en kommun fram till den 31 december 2019 när den uppgick i Nottertal-Heilinger Höhen. Obermehler hade 1 245 invånare 2019.